# Асмус, Валентин Валентинович
Валенти́н Валенти́нович А́смус (род. 5 августа 1950 года, Москва) — священнослужитель Русской православной церкви, митрофорный протоиерей. Настоятель храма Покрова Пресвятой Богородицы в Красном селе. Доцент Московской духовной академии, патролог, византолог.

## Биография
Родился в семье философа Валентина Фердинандовича Асмуса. Учился на филологическом факультете Московского государственного университета (классическое отделение), который окончил в 1975 году. В студенческие годы Валентин Асмус был прихожанином храма Ильи Пророка в Обыденском переулке.
С 1975 по 1978 годы Валентин Асмус преподавал латинский язык в Московском издательско-полиграфическом техникуме. В это время его духовным отцом стал протоиерей Всеволод Шпиллер.
С 1 сентября 1978 года преподавал в Московских духовных школах латинский язык, церковнославянский язык, византологию, древнегреческий язык, историю Церкви, патрологию, историю Поместных православных церквей, каноническое право.
11 февраля 1979 года рукоположён в сан диакона архиепископом Дмитровским Владимиром (Сабоданом).
С 1979 года служил в храме святителя Николая в Кузнецах.
В 1986 году экстерном окончил Московскую духовную семинарию. В 1990 году экстерном окончил Московскую духовную академию.
4 февраля 1990 года был рукоположён в сан священника архиепископом Зарайским Алексием (Кутеповым).
25 февраля 1993 года возведён в сан протоиерея.
В 2000 году назначен настоятелем храма Покрова Пресвятой Богородицы в Красном селе.
В 2002 году присуждена академическая степень магистра богословия.
С 2002 года — преподаватель Николо-Угрешской семинарии.
12 апреля 2009 года удостоен права ношения митры.
Отец Валентин является доцентом Московской духовной академии, членом учёного совета Православного Свято-Тихоновского гуманитарного университета, научным куратором и автором «Православной энциклопедии». Член редакционной коллегии научно-богословского альманаха «Богословские труды».
Член комиссии Межсоборного присутствия по богослужению и церковному искусству.
С 8 декабря 2020 года является членом комиссии Межсоборного присутствия по богословию и богословскому образованию. Выступил с признанием подлинности мощей святых Царственных Страстотерпцев еще до их общецерковного признания.
Проживает в Москве. Вдовец, покойная супруга — Инна Викторовна Асмус, окончила классическое отделение филологического факультета МГУ.
У отца Валентина девять детей: семь дочерей и два сына. Одна из дочерей — Мария — лингвист, преподаватель, сын Михаил окончил филологический факультет МГУ, клирик храма Покрова Пресвятой Богородицы в Красном Селе города Москвы.

## Научные интересы
Патрология, патристика, догматическое богословие, византология, история Церкви, монархическая византийская теория.

## Избранные труды
- Куликов Александр, протоиерей, Асмус Валентин, диакон. Приходской праздник // Журнал Московской Патриархии. М., 1981. № 8. стр. 25.
- Асмус Валентин, священник. Владимир Юрьевич Вульферт [некролог] // Журнал Московской Патриархии. М., 1985. № 2. стр. 34.
- Асмус Валентин, диакон. Место Московской Духовной Академии в истории русской культуры [библ. 47] // Богословские труды. М., 1986. Сб. МДА. стр. 316—330.
- Асмус Валентин, протодиакон. Филаретовский вечер в Московской Духовной Академии // Журнал Московской Патриархии. М., 1989. № 4. стр. 20-21.
- Богословие митрополита Филарета (Дроздова) // Тысячелетие крещения Руси: Мат-лы Межд. церк. науч. конф. «Богословие и духовность» (Москва, 11—18 мая 1987 г.). — М.: Моск. патриархия, 1989. — С. 244—252.
- Асмус Валентин, священник. «Патрология» Миня // Журнал Московской Патриархии. М., 1991. № 7 (ЖМП). стр. 71-72.
- Асмус В. В., свящ., Козаржевский А. Ч., Чистяков Г. П., Алексеев А. А., Руденко А. А., Селезнёв М. Г., Аверинцев С. С. По материалам «круглых столов», проводившихся в Институте востоковедения РАН в 1990—1991 гг. // Мир Библии. М., 1994. № 2. стр. 93-101.
- В. А. Комментарий к параграфам 34, 35, 36 из «Философии культа» священника Павла Флоренского // Regnum Aeternum. — М.-Париж, 1996. — № 1. — С. 198—202.
- Асмус В. В., протоиерей. Происхождение царской власти. (К истолкованию I [книги] Царств [главы] 8) // Regnum Aeternum. — М.-Париж, 1996. — № 1. — С. 41—46.
- Асмус В. В., протоиерей. О некоторых церковных канонических идеях патриарха Никона // Ежег. богосл. конф. ПСТБИ. Мат-лы 1992—1996 гг. — М.: ПСТБИ, 1996. — С. 41—45.
- Асмус В. В., протоиерей. Учение св. царя Юстиниана о священстве и царстве // Ежегодная богословская конференция Православного Свято-Тихоновского богословского института. М., 1992—1996. стр. 34-40.
- Асмус В. В., протоиерей. О некоторых церковных канонических идеях патриарха Никона // Ежегодная богословская конференция Православного Свято-Тихоновского богословского института. М., 1992—1996. стр. 41-45.
- Асмус В. В., протоиерей. Седьмой Вселенский Собор 787 г. и строй в Церкви // Ежегодная богословская конференция Православного Свято-Тихоновского богословского института. М., 1992—1996. стр. 63-75.
- Асмус В. В., протоиерей. О монофизитстве [[Анализ результатов православно-монофизитского диалога (итоговый документ сент. 1990). Богосл. основания монофизитства (наследие Севира, патриарха Антиохийского)]] // Ежегодная богословская конференция Православного Свято-Тихоновского богословского института. М., 1992—1996. стр. 207—210.
- Асмус В. В., протоиерей. Церковные полномочия императоров в поздней Византии // Ежегодная богословская конференция Православного Свято-Тихоновского богословского института. М., 1992—1996. стр. 296—298.
- Асмус В. В., протоиерей. Богословие В. Н. Лосского // Ежегодная богословская конференция Православного Свято-Тихоновского богословского института. М., 1992—1996. стр. 249—252.
- [Асмус В. В., протоиерей]. Царство вечное // Regnum Aeternum. — М.-Париж, 1996. — № 1. — С. 7—10.
- Асмус В. В., протоиерей. Седьмой Вселенский Собор 787 г. и власть императора в Церкви // Regnum Aeternum. — М.-Париж, 1996. — № 1. — С. 47—68.
- Асмус В. В., протоиерей. Учение св. царя Юстиниана о священстве и царстве // Ежег. богосл. конф. ПСТБИ. Мат-лы 1992—1996 гг. — М., 1996. — С. 34—40.
- Бреев Г., прот., Шатов А., прот., Смирнов Д., прот., Асмус В., прот., Воробьёв В., протоиерей. Современные традиции празднования Пасхи на московских приходах // Вестник пастырского семинара. М., 1996. № 1. стр. 35-41.
- Асмус В. В., протоиерей. Канонизация Царской семьи: за и против // Церковь и время. М., 1998. № 4(07). стр. 199—203.
- Асмус В. В., протоиерей. Отношения Церкви и государства по законам императора Юстиниана I (Великого) // Исторический вестник. М., 1999. № 2. стр. 85-92.
- Асмус В. В., протоиерей. Господи, спаси Царя (Пс 19:10): Молитва о Царе в православном богослужении // Ежегодная богословская конференция Православного Свято-Тихоновского богословского института. М., 2000. стр. 97-107.
- Асмус В. В., протоиерей. Принципы богословского подхода к истории // Исторический вестник. М., 2000. № 5-6(09-10). стр. 167—176.
- Асмус В. В., протоиерей. Святоотеческое наследие и современная церковная жизнь: [Докл. на Богосл. конф. «Православное богословие на пороге третьего тысячелетия». Москва, 7-9 февр. 2000 г.] // Церковь и время. М., 2000. № 2(11). стр. 86-94.
- Асмус В. В., протоиерей. «Господи, спаси царя» [Псал. 19, 10]: молитва о царе в православном богослужении // Ежег. богосл. конф. ПСТБИ. Мат-ы 2000 г. — М., 2000. — С. 97—107.
- Асмус В. В., протоиерей. Церковные полномочия императоров в поздней Византии // Ежег. богосл. конф. ПСТБИ. Мат-лы 2002 г. — М., 2002. — С. 74—80.
- Асмус В. В., протоиерей. Царь в Библии // Православная государственность: 12 писем об Империи. Сб. ст. / под ред. А. М. Величко, М. Б. Смолина. — СПб.: Изд. Юридического института, 2003. — С. 230—241.
- Асмус В. В., протоиерей. Святитель Григорий Палама и императорская власть // Богословский сборник. — М.: ПСТБИ, 2003. — Вып. XI. — С. 137—157.
- Асмус В. В., протоиерей. Церковные полномочия византийских императоров // Православная государственность: 12 писем об Империи. Сб. ст. / под ред. А. М. Величко, М. Б. Смолина. — СПб.: Изд. Юридического института, 2003. — С. 30—44.
- Асмус Валентин, протоиерей.. 550 лет падения Константинополя // Журнал Московской Патриархии. М., 2003. № 6 (ЖМП). 46-57. Ключевые слова: история Церкви общая; Церкви Православные: Константинопольская
- Асмус Валентин, протоиерей.. V Вселенский Собор (1450 лет) // Журнал Московской Патриархии. М., 2003. № 12 (ЖМП). 38-50. Ключевые слова: история Церкви общая; Соборы Вселенские: V
- Асмус Валентин, протоиерей.. Как не следует издавать книги протопресвитера Иоанна Мейендорфа // Журнал Московской Патриархии. М., 2002. № 11 (ЖМП). 78-88. Ключевые слова: библиография, рецензии; Мейендорф Иоанн, протопресвитер; Лурье В. М., богослов
- Асмус Валентин, протоиерей.. Монахиня Магдалина (в миру — Вера Александровна Рещикова) [некролог] // Журнал Московской Патриархии. М., 2003. № 12 (ЖМП). 34-35. Ключевые слова: некрологи; Магдалина (Рещикова), монахиня
- Асмус Валентин, протоиерей.. Проповедь в Татьянин день в Успенском соборе Московского Кремля // Журнал Московской Патриархии. М., 2003. № 2 (ЖМП). 42-45. Ключевые слова: проповеди, слова; богословие основное (апологетика); Татиана Римская, дева, мученица
- Асмус Валентин, протоиерей.. Святитель Епифаний Кипрский (к 1600-летию преставления) // Журнал Московской Патриархии. М., 2003. № 5 (ЖМП). 68-76.
- Протоиерей Валентин Асмус прокомментировал письмо епископа Диомида // pravoslavie.ru, 9 марта 2007
- Протоиерей Валентин Асмус: «Евхаристия»
- Протоиерей Валентин Асмус: Мир всё меньше считается с основами христианской веры
- Протоиерей Валентин Асмус: «Политическая история православного государства неотделима от церковной»
- Протоиерей Валентин Асмус. Будет ли Русская Церковь единой?
- Архив Протоиерей Валентин Асмус